# Poecilopholis cameronensis
Genre
Espèce
Poecilopholis cameronensis, unique représentant du genre Poecilopholis, est une espèce de serpents de la famille des Colubridae.

## Répartition
Cette espèce est endémique du Cameroun.

## Description
L'holotype de Poecilopholis cameronensis mesure 520 mm dont 43 mm pour la queue. Cette espèce a la face dorsale olive sombre et sa face ventrale blanche avec des écailles cerclées d'olive foncé.

## Étymologie
Son nom d'espèce, composé de camero[u]n et du suffixe latin -ensis, « qui vit dans, qui habite », lui a été donné en référence au lieu de sa découverte.

## Publication originale
- Boulenger, 1903 : Descriptions of new snakes in the collection of the British Museum. Annals and magazine of natural history, ser. 7, vol. 12, p. 350-354 (texte intégral).